# Monster Energy

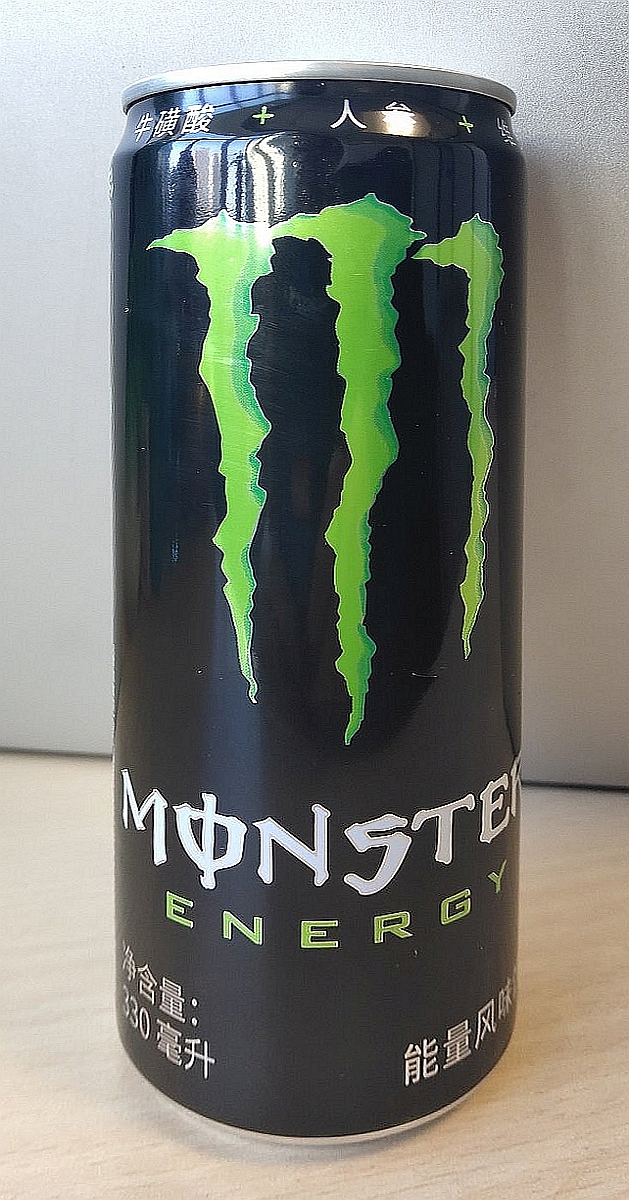
Plechovka Monsteru

Monster Energy je energetický nápoj vyráběný v Kalifornii firmou Monster Beverage Corp., dříve Hansen Natural Corp. Tento nápoj se prodává i v Česku. Je nejprodávanějším energetickým nápojem v USA a druhý na světě po Red Bullu. Monster je jedním z hlavních sponzorů světového motokrosu a také týmu Formule 1 McLaren. V Česku je distribuován společností Coca-Cola. Je známý pro typické logo "vydrápnutého" písmene M (jedná se o drápance jejich maskota). Po požití nápoje dochází ke zvýšení pozornosti a výkonu cca do 30 minut na dobu cca 2 hodiny. Dle instrukcí na obalu nápoj není vhodný pro děti a těhotné ženy.[zdroj⁠?!]